# Tanytarsus pallidulus
Tanytarsus pallidulus är en tvåvingeart som beskrevs av Freeman 1954. Tanytarsus pallidulus ingår i släktet Tanytarsus och familjen fjädermyggor. Inga underarter finns listade i Catalogue of Life.